# Weißliche Flechteneule
Die Weißliche Flechteneule (Bryophila domestica), auch als Kleine Flechteneule bezeichnet, ist ein Schmetterling (Nachtfalter) aus der Familie der Eulenfalter (Noctuidae).

## Merkmale

### Falter
Die Falter erreichen eine Flügelspannweite von etwa 20 bis 26 Millimetern. Ihre Vorderflügel sind schmal und meist von gelbweißer Grundfarbe. Querlinien, Makel und Mittelschatten schimmern graublau, blaugrün oder gelbbraun. Die stark geschwungene innere Querlinie erreicht stets den Vorderrand der Vorderflügel. Im Saumfeld befinden sich mehrere kleine, schwarze Pfeilflecke. Die Hinterflügel sind hell grau bis weißlich und zeigen einen zuweilen undeutlichen, dunklen Mittelfleck sowie weiße Fransen.

### Raupe
Erwachsene Raupen sind dunkel graublau gefärbt. Die schwarze Rückenlinie ist beidseitig breit rotgelb eingefasst. Außerdem besitzen sie weiße Seitenstreifen sowie schwarze Punktwarzen und Stigmen.

### Ähnliche Arten
Bei der Hellgrünen Flechteneule (Nyctobrya muralis) überwiegt eine grüne Grundfärbung. Sie ist mit einer Flügelspannweite von 25 bis 31 Millimetern außerdem deutlich größer als domestica.

## Synonyme
- Cryphia domestica
- Bryophila perla
- Noctua perla
- Phalaena domestica

## Verbreitung und Vorkommen
Die Weißliche Flechteneule ist durch Europa  lokal verbreitet, wobei sie im Süden bis Sizilien und im Norden bis Gotland vorkommt. Die östliche Verbreitung bis in den asiatischen Raum muss noch weiter untersucht werden. In den Alpen steigt sie bis über 2000 Meter Höhe. Die Art bewohnt bevorzugt Felswände, terrassierte Weinberge, Schluchten, Steinbrüche  sowie Trümmerfluren.

## Lebensweise
Die Falter sind nachtaktiv, fliegen von Juli bis August und leben sehr unauffällig. Sie sitzen tagsüber gern an mit Flechten bewachsenen Felsen oder Mauern und besuchen nachts künstliche Lichtquellen zuweilen auch Köder oder saugen an den Blüten von Flockenblumen (Centaurea). Die Raupen ernähren sich ab September von Flechten und Algen. Sie überwintern und verpuppen sich im Mai des folgenden Jahres.

## Gefährdung
In Deutschland ist die Weißliche Flechteneule in unterschiedlicher Häufigkeit verbreitet und wird auf der Roten Liste gefährdeter Arten in Kategorie 3 (gefährdet) eingestuft. In Baden-Württemberg wird sie jedoch auf der Vorwarnliste geführt.